# Астрід Норвезька
Астрід Норвезька (норв. Astrid av Norge), повне ім'я Астрід Мод Інгеборг Норвезька (норв. Astrid Maud Ingeborg av Norge), після шлюбу Астрід Фернер (норв. Astrid Ferner), (нар. 12 лютого 1932) — норвезька принцеса з династії Глюксбургів, донька короля Норвегії Олафа V та шведської принцеси Марти, удова норвезького призера XV Олімпійських ігр з вітрильного спорту Йохана Мартіна Фернера. Єдина жива сестра правлячого короля Норвегії Гаральда V. Одна з президентів організаційного комітету VI Зимових Олімпійських ігор 1952 року в Осло. У 1954—1968 роках виконувала функції першої леді Норвегії.
Не має права наслідувати норвезький трон, оскільки народилася до відміни салічного закону у 1971 році, проте знаходиться у лінії наслідування британського трону як нащадок Софії Ганноверської.
Є головою ради Меморіального фонду кронпринцеси Марти, а також патроном кількох організацій, продовжує виконувати представницькі обов'язки.
На її честь у 1932 році було названо Берег Принцеси Астрід в Антарктиді.

## Біографія

### Дитинство та юність
Астрід Мод Інгеборг народилася 12 лютого 1932 року на віллі Солбакен в Осло, яку її батьки орендували після пожежі на власній віллі Скаугум. Стала другою дитиною та другою донькою в родині кронпринца Норвегії Олафа та його дружини Марти Шведської. Була охрещена за лютеранським обрядом 31 березня 1932 року у каплиці Королівського палацу та отримала імена на честь тітки Астрід, яка в той час була кронпринцесою Бельгії, та обох бабусь. Її хрещеними батьками стали обидва дідусі та бабусі, тітка Астрід, герцогиня Йоркська Єлизавета, принцеса Тіра Данська, герцог Нерке та принц Георг Кентський. Дівчинка мала старшу сестру Раґнхільд. Норвегією в цей час правив їхній дід Гокон VII.

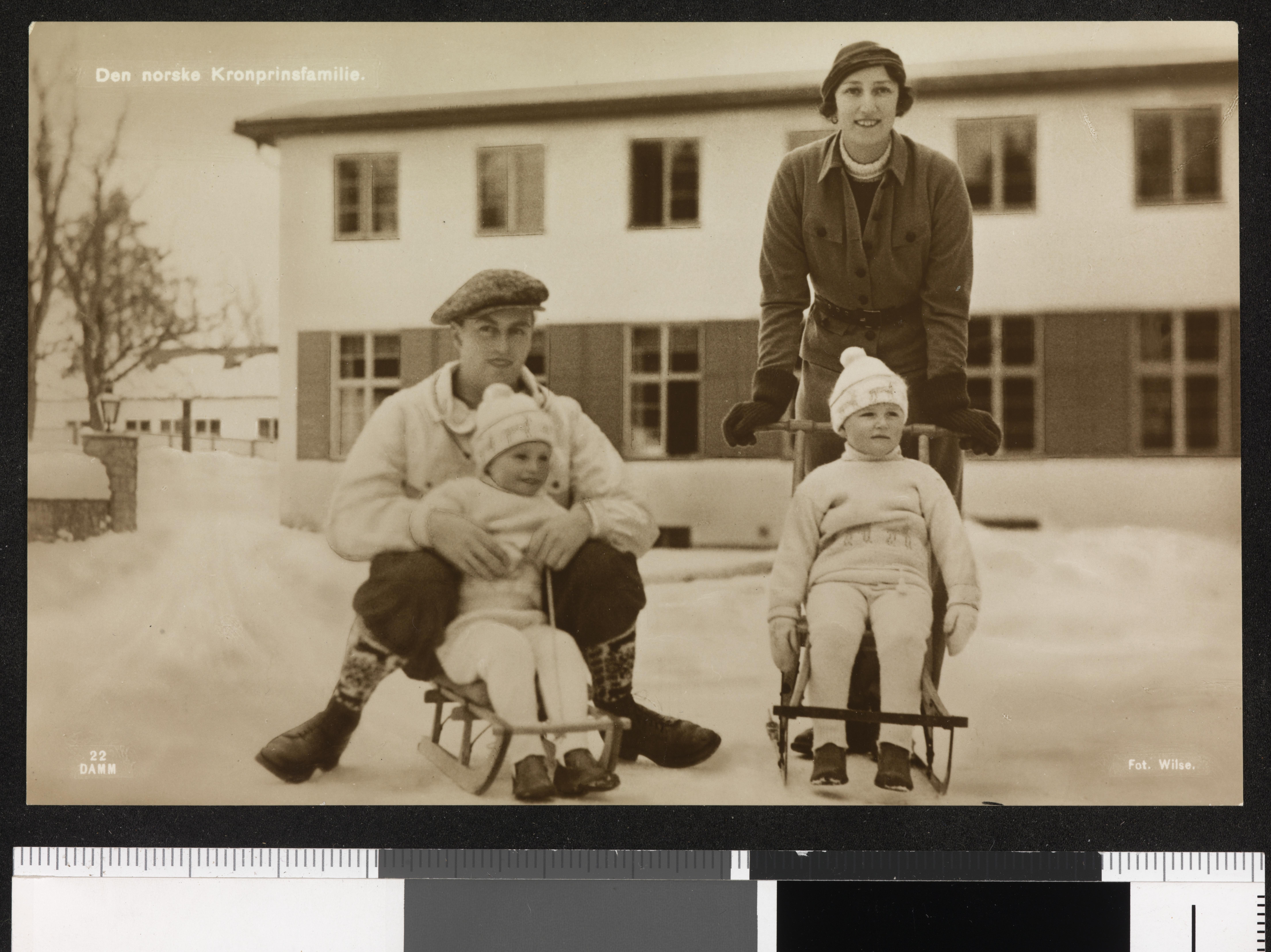
Астрід (на руках у батька) із сестрою та батьками, 31 березня 1937

У віці кількох місяців Астрід перевезли до відновленої вілли Скаугум, де і пройшло її дитинство. В будинку панувала тепла та затишна атмосфера. У 1937 році там же народився молодший брат — Гаральд. Тоді ж дівчинка почала своє навчання у «школі принцеси», створеної її матір'ю. Разом із нею навчалися ще п'ять учнів.
Із вторгненням нацистських військ до Норвегії 9 квітня 1940, батьки вивезли Астрід із братом та сестрою потягом до нейтральної Швеції. У середині серпня вони відпливли із
фінського порту Петсамо до Америки на кораблі ВМС США «Американський легіон». Всього на борту перебувало 897 осіб. До Нью-Йорку прибули 28 серпня.
Марта із дітьми спершу розмістилися в готелі «Уолдорф-Асторія», а згодом переїхали до особистої дачі президента Франкліна Рузвельта у Гайд-парку. Певний час винаймали будинок у Бостоні, штат Массачусетс. Зрештою, президент підшукав їм невелику садибу Пуке-Гілл поблизу Вашингтону. Там вони провели час з жовтня 1940 до травня 1945 року. Батько, залишаючись у Європі, зрідко навідував родину. На свята дітей із матір'ю часто запрошували президент із дружиною. Розвагами дітям слугували влаштовані ними же театр тіней або перегони черепах. Астрід із рідними також брала участь у зустрічах із норвезькими моряками торгового флоту, цивільними норвежцями та військовиками, які спеціально приїжджали до Пуке Гілл. Разом із сестрою вона навчалася у місцевій приватній школі. До батьківщини разом із родиною повернулася 7 червня 1945 року на кораблі «Норфолк».
Після повернення навчалася в муніципальній школі Nissen Pikeskole в Осло, яку закінчила у 1950 році. Після цього відразу вступила до коледжу Леді-Маргарет-Холл у складі Оксфордського університету, де протягом двох років вивчала філософію, соціальну економіку та політичну історію. Пізніше освоювала мистецтво шиття у Märthaskolen в Осло та кулінарію в домашній школі Lolly Ræstads husholdningsskole. Також цікавилася ремеслами й опановувала виготовлення та розпис кераміки в майстерні Халвора Сандоса. У Скаугумі принцеса встановила піч для випалу кераміки і численні друзі та родичі отримували від неї власноруч зроблені предмети із монограмою AMI.
У 1952 році принцеса разом із дідом Гоконом VII та Олафом Гельсетом стали президентами організаційного комітету VI Зимових Олімпійських ігор 1952 року в Осло. Наступного року її сестра Раґнхільд взяла шлюб із суднобудівником Ерлінгом Лоренценом та переїхала до Бразилії.

### Перша леді

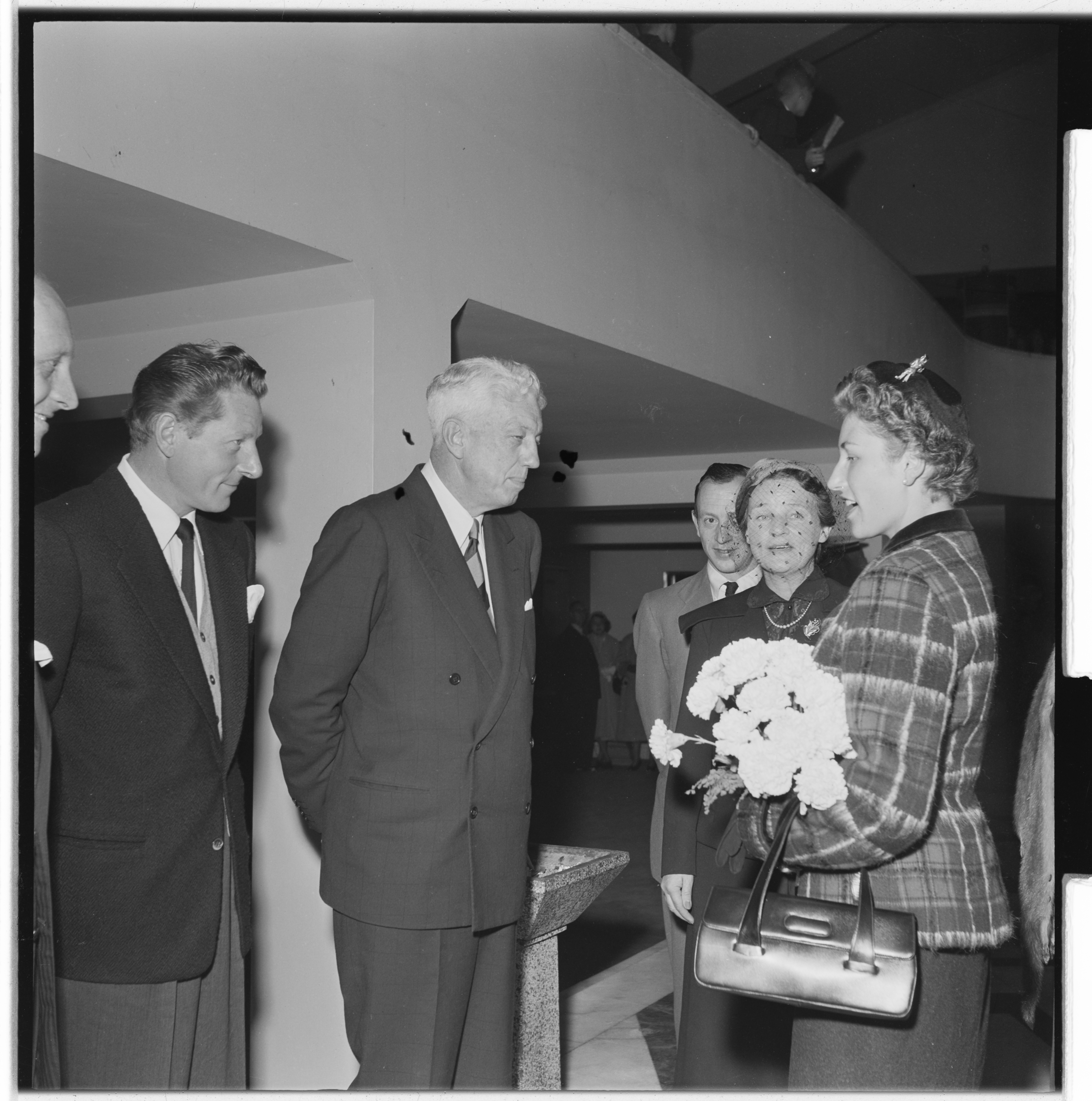
Принцеса на зустрічі із Морісом Пате та Денні Кеєм, 9 жовтня 1955

5 квітня 1954 року пішла з життя, так і не ставши королевою, матір принцеси. Бабусі Мод не стало ще в 1938 році. Астрід протягом наступних чотирнадцяти років виконувала функції першої леді Норвегії. Працювала із дідом, а згодом — із батьком, розподіляючи посадові обов'язки, включаючи державні візити. Олаф V став королем у вересні 1957 року. Ще до цього за добре виконання своєї місії Астрід отримала орден Святого Олафа.
Мала сольні заходи або супроводжувала короля чи кронпринца. Так, разом із батьком узяла участь у візиті до Тронгейму та Данії у 1958, а наступного року супроводжувала його у поїздці Північною Норвегією. Представляла країну за кордоном, у тому числі на урочистостях з 100-річчя штату Міннесота та на Всесвітній виставці в Брюсселі. За спогадами Астрід багато років потому, все це було для неї пригодою. Також під час державних візитів та інших заходів була господинею під час обіду в Королівському палаці та на віллі Скаугум.
У 1961 році принцеса вступила в шлюб та скоротила представницькі обов'язки, проте продовжувала виконувати функції першої леді країни, приділяючи особливу увагу завданням, пов'язаним із силами оборони країни.
Із одруженням кронпринца Гаральда у серпні 1968 року, обов'язки першої леді перейшли до його дружини Соні Гаральдсен.

### Шлюб та діти

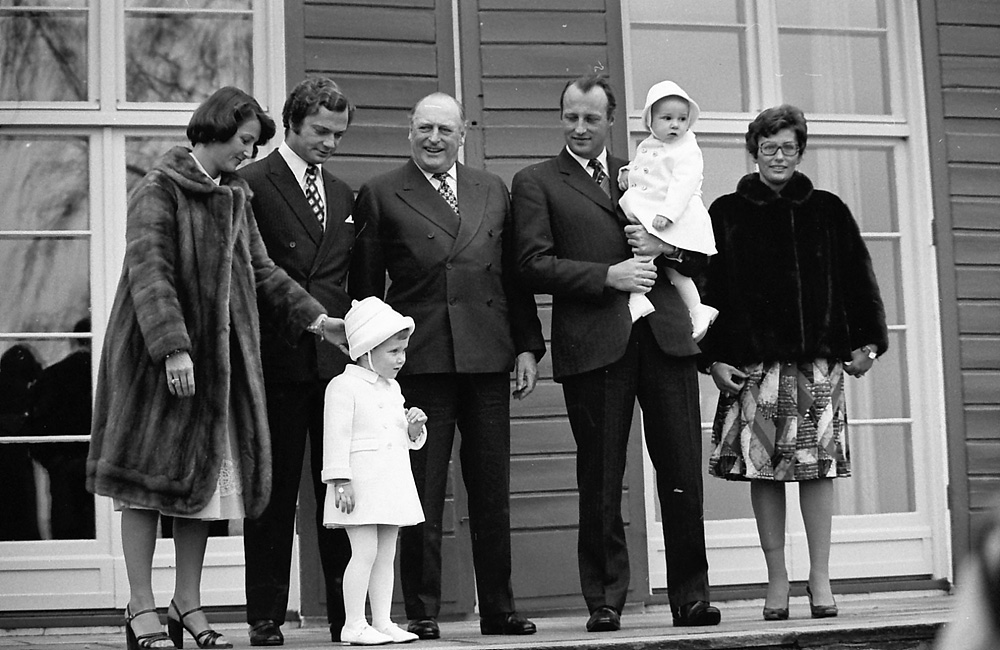
Астрід (крайня справа) із батьком та родиною брата, 10 жовтня 1974

У листопаді 1959 року принцеса Астрід заручилася із бізнесменом та спортсменом Йоханом Мартіном Фернером. Наречений за три роки до цього розлучився із першою дружиною. Це призвело до поляризованих громадських дебатів у 1960 та 1961 роках, де обговорювалося розлучення Фернера, хоча він і не мав дітей від попереднього союзу. Питання повторного шлюбу було спірним в норвезькій церкви, оскільки рання та поточна основні інтерпретації Нового Завіту висловлювали заборону на нього.
Зрештою, 28-річна Астрід взяла шлюб із Йоханом Мартіном Фернером, старшим від неї на п'ять років. Вінчання відбулося  12 січня 1961 року в кірсі Аскера в Акерсгусі. Церемонію провів єпископ Арне Фьєльбу. Відзначали весілля на віллі Скаугум із гостями з усіх королівських будинків Європи. Король вирішив, що донька після одруження має титулуватися принцесою Астрід, фру Фернер. Шлюб виявився міцним. Фернера змальовували як добру та товариську людину. У шлюбі народила п'ятеро дітей. Родина мешкала у нейборгуді Віндерен. Астрід полюбляла заняття спортом та активний відпочинок. Їй вдалося зберігати значну приватність в особистому житті. У 2015 році Йохан Мартін Фернер помер.

### Сьогодення

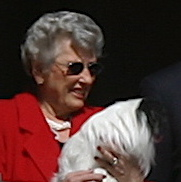
Принцеса Астрід 17 травня 2007

Наразі Астрід мешкає у лісистій місцевості Нордмарка на північ від Осло. Продовжує виконувати офіційні обов'язки. Має кілька особистих заходів щороку, є головою Меморіального фонду кронпринцеси Марти, а також патроном кількох організацій. Через слабкі щиколотки часто користується милицями. У вільний час полюбляє в'язати, вишивати, читати та розмальовувати порцеляну. Цікавиться спортивними заходами та заходами на свіжому повітрі, часто разом королем Гаральдом буває в Гольменколлені, де розташований один із найстаріших у світі лижних трамплінів.
У 2002 році уряд Норвегії призначив їй почесну пенсію. Офіційна заява свідчила:
«Норвезька держава вирішила продемонструвати своє визнання зусиль принцеси Астрід, фру Фернер, для Норвегії. Як першої леді країни протягом ряду років, а згодом — у зв'язку з виконанням широких завдань представництва. Тому їй буде надана почесна пенсія казначейства».
У 2005 році Астрід брала участь в урочистостях, присвячених 60-й річниці закінчення Другої світової війни, включаючи відкриття меморіальної дошки, присвяченої періоду перебування норвезького монарха в Лондоні.
У лютому 2012 року принцеса відсвяткувала свій 80-річний ювілей приватною вечерею в Королівському палаці в Осло.

## Родина
Чоловік — Йоахан Мартін Фармер
Діти:
- Катерина (нар. 1962) — дружина менеджера Арільда Йохансена, має сина та доньку;
- Бенедикта (нар. 1963) — бізнесвумен, мала крамницю модного одягу у 1997—2013 роках, була двічі одружена, дітей не має;
- Александр (нар. 1965) — одружений із ісландкою Маргарет Ґудмунсдоттір, має сина та доньку;
- Єлизавета (нар. 1969) була одружена з Томом Бекманом, має сина;
- Карл-Крістіан (нар. 1972) працює в родинній компанії Ferner Jacobsen AS, одружений із Анною-Стіною Слаттем Карлсен, дітей не має.[13]

## Патронаж
- Фонд 3,14 —Галерея 3,14 — міжнародна мистецька галерея Гордалану;
- Асоціація норвезьких жінок в області суспільної охорони здоров'я;
- Норвезька асоціація жінок і сім'ї;
- Норвезька жіноча ліга оборони (Kvinners Frivillige Beredskap, KFB) — організація для координації зусиль жінок по посиленню готовності Норвегії у разі війни, стихійних лих або нещасних випадків.
- Художня асоціація Осло;
- Християнський союз жіночої молоді у Лондоні (KFUK-hjemmet i London);
- Норвезька асоціація добровільної оборони жінок (Norges Lotteforbund, NLF) — жіноча організація, спрямована на зміцнення оборонної здатності країни та залучення жінок до роботи тотальної оборони як у мирний, так і в воєнний час.
- Внутрішнє колесо Норвегії — найчисленніша у світі жіноча організація, спрямована на підтримку жінок та дітей.[14][15]
- Норвезька асоціація дислексії;
- Норвезька організація Діссіміліс (лат. Dissimilis — На відміну від) — організація проведення культурних дозвільних заходів для людей з обмеженими можливостями;
- Норвезька асоціація пацієнтів з хронічним болем;
- Трондхеймський симфонічний оркестр.[16]

## Нагороди

### Національні
- Великий хрест ордену Святого Олафа (Норвегія) (1956);
- Королівський родинний орден короля Гокона VII[17] (Норвегія);
- Королівський родинний орден короля Олафа V (Норвегія);
- Королівський родинний орден короля Гарольда V (Норвегія);
- Пам'ятна медаль Золотого ювілею короля Гокона VII (Норвегія) (18 листопада 1955);
- Пам'ятна медаль «В пам'ять короля Гокона VII» (Норвегія) (1 жовтня 1957);
- Пам'ятна медаль 100-річчя короля Гокона VII (Норвегія) (3 серпня 1972);
- Пам'ятна медаль Срібного ювілею короля Олафа V (Норвегія) (21 вересня 1982);
- Пам'ятна медаль «В пам'ять короля Олафа V» (Норвегія) (30 січня 1991);
- Пам'ятна медаль 100-річчя короля Олафа V (Норвегія) (2 червня 2003);
- Пам'ятна медаль Сторіччя Королівського Дому (Норвегія) (18 листопада 2005);
- Пам'ятна медаль Срібного ювілею короля Харальда V (Норвегія) (17 січня 2016).[18]

### Іноземні
- Великий хрест ордену Корони (Бельгія);
- Великий хрест ордену «За заслуги перед Федеративною Республікою Німеччина» 1 класу (Німеччина);
- Великий хрест ордену Білої троянди (Фінляндія);
- Великий хрест ордену «За заслуги» (Франція);
- Велика лента ордену Зірки Йорданії (Йорданія);
- Великий хрест ордену Адольфа Нассау (Люксембург);
- Великий хрест ордену Корони (Нідерланди);
- Великий хрест ордену Заслуг (Португалія) (2 жовтня 1981);
- Великий хрест ордену Ізабелли Католички (Іспанія) (12 квітня 1982);
- Великий хрест ордену Ісландського сокола (Ісландія) (26 жовтня 1993);
- Великий хрест ордену Полярної зірки (Швеція);
- Пам'ятна медаль на честь 90-річчя короля Густава V (Швеція) (21 травня 1948);
- Пам'ятна медаль на честь 50-річчя короля Карла XVI Густава (Швеція) (30 квітня 1996);
- Велика лента ордену Чула Чом Клао (Таїланд)

## Титули
- 12 лютого 1932—12 січня 1961 — Її Королівська Високість Принцеса Астрід Норвезька;
- 12 січня 1961 — дотепер — Її Високість Принцеса Астрід, Фру Фернер.